# Argyraspides
De Argyraspides (Grieks: Ἀργυράσπιδες) of Zilveren Schilden waren een divisie van het Macedonische leger onder Alexander de Grote, die zo genoemd werden omdat ze schilden droegen die beslagen waren met zilver. Ze waren uitgekozen mannen geleid door Nicanor, de zoon van Parmenion, en stonden hoog in aanzien bij Alexander. Het waren Hypaspisten die hun naam hadden veranderd in Argyraspides terwijl ze op veldtocht in India waren. Na de dood van Alexander (323 v.Chr.) volgden ze Eumenes. Ze waren veteranen, en hoewel de meesten al meer dan zestig jaar oud waren, werden ze gevreesd door hun gevechtsbekwaamheid en ervaring.
Tijdens de slag bij Gabiene verraadden ze Eumenes echter toen Antigonos hun bagagetrein had weten te veroveren (die bestond uit hun families en het resultaat van veertig jaar plunderen). Ze kregen hun bezittingen terug, maar moesten Eumenes aan hem overhandigen.
Antigonos ontmantelde al snel het corps, omdat hij het te turbulent vond om het te leiden, en executeerde ook hun commandant Antigenes. Hij zond hen naar Sibyrtius, de Macedonische satraap van Arachosia, met het bevel om hen te verdelen in kleine groepen van twee of drie en hen op gevaarlijke missies te sturen, zodat hun aantal snel zou afnemen. Maar sommigen van hen kunnen op pensioen gegaan zijn en gaan leven in Macedonische nederzettingen in Azië.
De Seleucidische koningen gebruikten een corps van falangisten met dezelfde naam. In de slag bij Raphia in 217 v.Chr. namen de Argyraspides hun positie tegenover de Ptolemaeische falanx. Volgens Polybios waren ze gewapend op de Macedonische manier. Hun positie naast de koning tijdens de slag bij Magnesia suggereert dat ze de persoonlijke infanterielijfwachten van de koning waren in het Seleucidische leger. Ze werden gekozen van over het hele rijk en vormden een corps van 10.000 man bij Raphia. Tijdens de Daphne-parade, gehouden door Antiochus IV in 166 v.Chr. waren de Agryraspides 5.000 man sterk. De Romeinse keizer Alexander Severus, die Alexander de Grote graag imiteerde, had in zijn leger ook divisies die de argyroaspides en chrysaspides (gouden schilden) heetten.